# Coupe de France de kayak-polo
La coupe de France de kayak-polo est une compétition sportive française réunissant chaque année toutes les équipes de kayak-polo de France.

## Présentation
La compétition se déroule sur 3 week-end maximum, au début de l'automne. C'est un format classique à match éliminatoire. Lors de la phase finale, le vainqueur est sacré vainqueur de la coupe de France. 
Il existe trois coupes de France :
- Coupe de France Hommes, créée en 1987
- Coupe de France Dames, créée en 1989
- Coupe de France Cadets (hommes de moins de 21 ans), créée en 1994

## Résultats

### Coupe de France Hommes
| Année | Vainqueur      |
| ----- | -------------- |
| 1987  | Pont-d'Ouilly  |
| 1988  | Lochrist       |
| 1989  | Lochrist       |
| 1990  | Saint-Grégoire |
| 1991  | Saint-Grégoire |
| 1992  | Lochrist       |
| 1993  | Pont-d'Ouilly  |
| 1994  | Lochrist       |
| 1995  | Lochrist       |
| 1996  | Lochrist       |
| 1997  | Thury-Harcourt |
| 1998  | Agen           |
| 1999  | Pont-d'Ouilly  |
| 2000  | Pont-d'Ouilly  |

| Année | Vainqueur      |
| ----- | -------------- |
| 2001  | Pont-d'Ouilly  |
| 2002  | Thury-Harcourt |
| 2003  | Agen           |
| 2004  | Condé-sur-Vire |
| 2006  | Condé-sur-Vire |
| 2007  | Agen           |
| 2008  | Condé-sur-Vire |
| 2009  | Condé-sur-Vire |
| 2010  | Condé-sur-Vire |
| 2011  | Condé-sur-Vire |
| 2012  | Montpellier    |
| 2013  | Montpellier    |
| 2014  | Condé-sur-Vire |
| 2015  | Condé-sur-Vire |
| 2016  | Condé-sur-Vire |
| 2017  | Montpellier    |
| 2018  | Montpellier    |
| 2019  | Condé-sur-Vire |

### Coupe de France Dames
| Année | Vainqueur     |
| ----- | ------------- |
| 1989  | Saint-Omer    |
| 1990  | Saint-Omer    |
| 1991  | Saint-Omer    |
| 1992  | Saint-Omer    |
| 1993  | Saint-Omer    |
| 1994  | Saint-Omer    |
| 1995  | Saint-Omer    |
| 1996  | Pont-d'Ouilly |
| 1997  | Saint-Omer    |
| 1998  | Saint-Omer    |
| 1999  | Saint-Omer    |
| 2000  | Saint-Omer    |
| 2001  | Saint-Omer    |

| Année | Vainqueur                 |
| ----- | ------------------------- |
| 2002  | Acigné                    |
| 2003  | Saint-Omer                |
| 2004  | Acigné                    |
| 2006  | Avranches                 |
| 2007  | Tarbes Auch Midi-Pyrénées |
| 2008  | Avranches                 |
| 2009  | Tarbes Auch Midi-Pyrénées |
| 2010  | Saint-Omer                |
| 2011  | Tarbes Auch Midi-Pyrénées |
| 2013  | Montpellier               |
| 2014  | CD44                      |
| 2015  | Montpellier               |
| 2017  | Montpellier               |
| 2018  | CD44                      |
| 2019  | Avranches                 |

### Coupe de France Cadets
| Année | Vainqueur      |
| ----- | -------------- |
| 1994  | Pont-d'Ouilly  |
| 1995  | Pont-d'Ouilly  |
| 1996  | Pont-d'Ouilly  |
| 1997  | Thury-Harcourt |
| 1998  | Pont-d'Ouilly  |
| 1999  | Pont-d'Ouilly  |
| 2000  | Caen           |
| 2001  | Pont-d'Ouilly  |
| 2002  | Avranches      |
| 2003  | Thury-Harcourt |

| Année | Vainqueur      |
| ----- | -------------- |
| 2004  | Montpellier    |
| 2006  | Pont-d'Ouilly  |
| 2007  | Pont-d'Ouilly  |
| 2008  | Avranches      |
| 2009  |                |
| 2010  | Descartes      |
| 2011  | Descartes      |
| 2012  | Acigné         |
| 2013  | Thury-Harcourt |
| 2014  | Thury-Harcourt |